# Sammlung russischer Volkslieder mit ihren Melodien

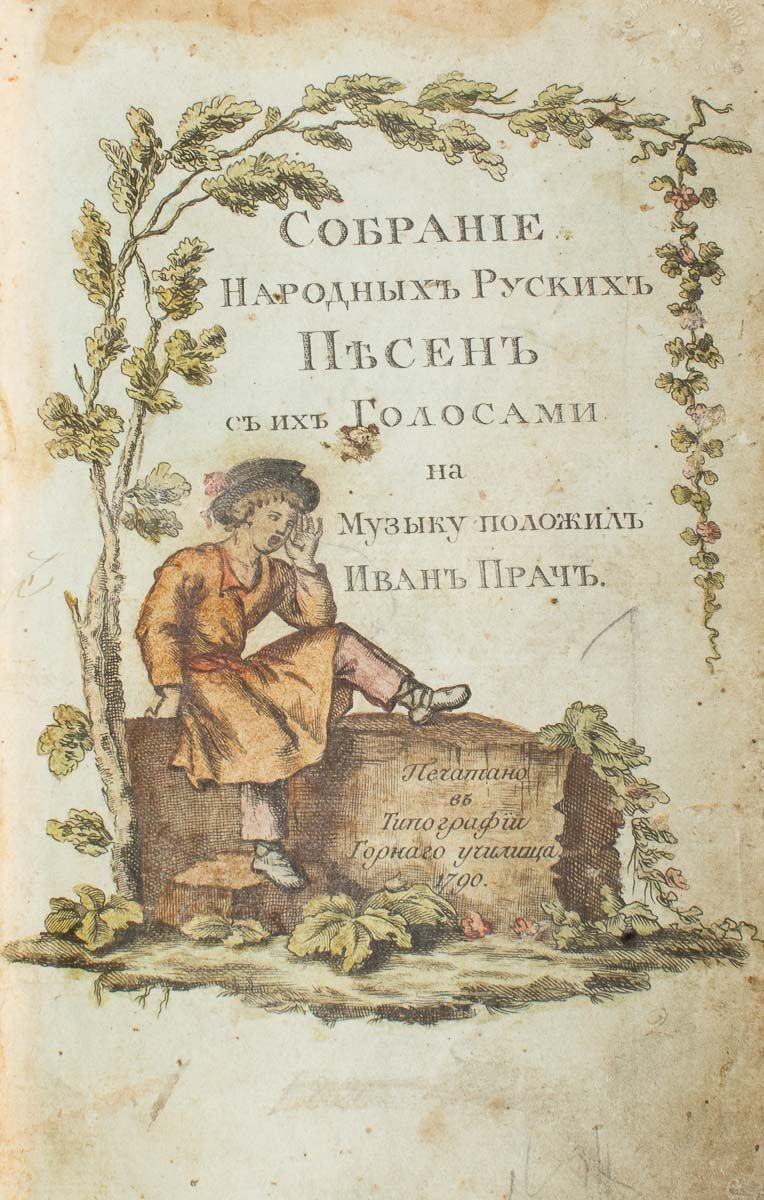
Sammlung russischer Volkslieder mit ihren Melodien (1790)

Die Sammlung russischer Volkslieder mit ihren Melodien (russisch Собрание народных русских песен с их голосами / Sobranije narodnych russkich pessen s ich golossami, wiss. Transliteration Sobranie narodnych russkich pesen s ich golosami), auch Sammlung russischer Volkslieder mit ihren Stimmen, ist eine Sammlung russischer Volkslieder, die ursprünglich 1790 in Sankt Petersburg veröffentlicht wurde. Es handelt sich um eine der ersten gedruckten Sammlungen, die den Reichtum der russischen Musikfolklore dokumentiert. In den Publikationen wird Iwan Pratsch (um 1750–1818) als Bearbeiter aufgeführt, es wird jedoch angenommen, dass die Volkslieder von seinem Patron Nikolai Lwow (1751–1803) gesammelt wurden. Sie entstammen ländlichen und urbanen Quellen. Die Sammlung erlebte mehrere Auflagen, wobei sie bearbeitet wurde. Die Sammlung diente sowohl russischen als auch westlichen Komponisten für mehr ein Jahrhundert als russische Volkslied-Quelle, darunter Ludwig van Beethoven, Gioacchino Rossini, Modest Mussorgski und Igor Stravinsky. Die erste Ausgabe enthielt hundert Lieder. Die zweite, erweiterte Ausgabe, mit weiteren 50, erschien 1806; die 3. als Reprint davon 1815. Eine neuere maßgebliche russische Ausgabe wurde unter der Redaktion des russisch-sowjetischen Musikwissenschaftle und Folkloristen Wiktor Michailowitsch Beljajew (1888–1968) herausgegeben (Moskau: Staatlicher Musikverlag 1955). Diese Ausgabe fügt Melodien von Liedern aus Trutowskis Sammlung einfacher russischer Lieder mit Noten (Erstausgabe 1776).

## Ausgaben
russisch
- 1790 1. Ausgabe, Sankt Petersburg
- 1806 2. Ausgabe, Sankt Petersburg archive.org (Teil 2)
- 1815 3. Ausgabe, Sankt Petersburg (ein Reprint der 2. A.) Digitalisat
- 1896 4. Auflage, Vorwort von A. Paltschikow[5]
- 1955 Moskau, Staatlicher Musikverlag Digitalisat

andere
- A Collection of Russian Folk Songs  by Nikolai Lvov and Ivan Prach, ed. by Malcolm Hamrick Brown; with an introd. and app. by Margarita Mazo. Ann Arbor u. a.: U.M.I. Research Pr., 1987. Classics of Russian musical folklore in facsimile; Russian music studies, 13 (JSTOR:540692 [Review]; OCLC 159813610)